# Stenhomalus ghesquierei
Stenhomalus ghesquierei är en skalbaggsart som beskrevs av Reé Michel Quentin 1956. Stenhomalus ghesquierei ingår i släktet Stenhomalus och familjen långhorningar. Inga underarter finns listade i Catalogue of Life.